# Futsal
Futsal är en variant av fotboll som spelas inomhus med fem spelare i varje lag.
Namnet Futsal är en sammandragning av portugisiskans futebol de salão och spanskans futbol de salón.  I Sverige går ibland sporten under benämningen  inomhusfotboll.
Futsal skapades 1930 av Juan Carlos Ceriani i Uruguay. Ceriani tog målstorleken och planstorleken från handbollen, matchlängden 40 minuter från basket och målvaktsreglerna från vattenpolo. 
Futsalbollen har storlek 4 och är därmed något mindre än fotbollen samt har dämpad studs för att passa bättre till tekniskt spel. Sporten har flest utövare i Brasilien.

## Historik

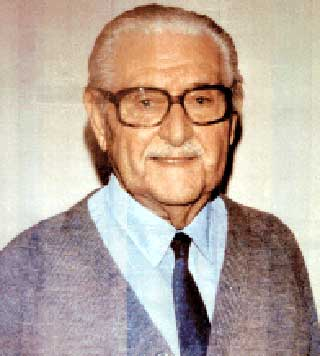
Juan Carlos Ceriani grundade futsal.

Futsal uppfanns 1930 i Montevideo i Uruguay av Juan Carlos Ceriani. Ceriani skapade futsal för att spelas på basketplaner och tanken var att kunna spela inom- och utomhus. Cerianis regelbok innebar regler från fotbollen men från basket tog han antalet spelare (fem), från vattenpolo målvaktsreglerna och från handboll storleken på planen och målen. De moderna reglerna skapades i Brasilien på 1950-talet. Sporten spreds via KFUM i Latinamerika. 
Det första kontinentala förbundet bildades 1965 i Sydamerika, Confederación Sudamericana de Fútbol de Salón, med Uruguay, Paraguay, Peru, Argentina och Brasilien som medlemmar. År 1971 följde Federación Internacional de Fútbol de Saló med säte i São Paulo med João Havelange som ordförande. 
Den första VM-turneringen hölls 1985 där värdnationen Brasilien vann finalen mot Paraguay. Fifa började nu intressera sig för futsal och att inkorporera sporten i sin verksamhet. Förslaget att gå med i Fifa röstades ned och futsal kom att få två organisationer som ansåg sig administrera sporten: FIFA och FIFUSA, senare ombildat till AMF (Asociación Mundial de Futsal), grundat 2002 i Asunción i Paraguay. FIFA arrangerade sitt första VM i futsal 1989, värdnation var Nederländerna.

## Spelarroller
Till skillnad från fotboll har spelarna flera roller beroende på om man har bollen inom laget eller ej. De vanligaste formationerna är 1-2-1 och 2-2 i både anfall och försvar. I försvar anpassar man sig till motståndarnas anfallsformation eller utövar hög press för att tidigt ta tillbaka bollen. Utmärkande är dock rörligheten som gör att det inte finns fasta positioner likt fotbollen. Dock finns det ett antal roller värt att nämna som kan vara vägledande för utgångspositioner och kommunikation:
Målvakten har till uppgift att se till att motståndarna inte gör mål. Målvakten är den enda spelaren som får ta bollen med händerna. Målvakten får inte ta upp bollen med händerna om en medspelare passat tillbaka bollen. Målvakten får deltaga i spelet på egen planhalva en gång per eget anfall.
Vinge är en kantspelare.
Joker är en spelare som byter med målvakten i avsikt att skapa ett numerärt överläge i anfallsspel. En joker kringgår regeln om antalet bollkontakter som en målvakt får göra.
Pivot kan även benämnas target. En offensiv spelare som har i uppgift att ta emot bollen - ofta med ryggen mot motståndarmålet - och fördela ut bollen till vingarna.
Balansspelare är en spelare som har position längst bak, dvs närmast egen målvakt med främst defensiva uppgifter.
Avbytare är en spelare som startar matchen utanför plan. Avbytaren kan bytas in i matchen mot en annan spelare om tränaren vill förändra laguppställningen, till exempel om en spelare på planen blir trött eller skadas. Det finns ingen gräns för hur många byten som får ske under en match.

## Regler

### Planen

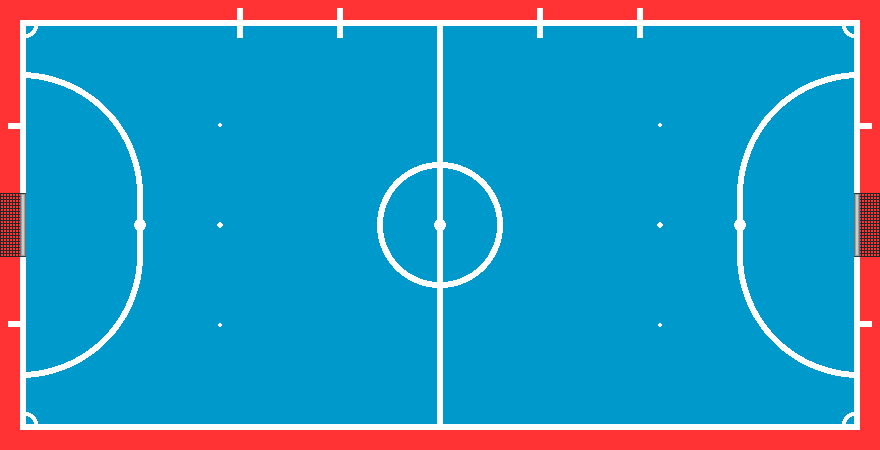
En futsalplan med vita linjer som markerar de olika spelområdena.

En futsalplan är rektangulär och uppdelad i två planhalvor som separeras med en mittlinje. Planen är 18–25 meter bred och 38–42 meter lång, underlaget ska vara av plast eller trä. På planen finns flera linjer dragna som visar planens områden. 

### Regler under match
Om bollen kommer utanför planens sidlinjer döms inspark. Vid kortsidorna blir det antingen hörna eller inspark beroende på om det var det anfallande eller försvarande laget som slog ut bollen. Vid inspark får målvakten starta spelet genom att kasta bollen över hela planen.
Domaren kan stoppa spelet vid regelbrott och ge frispark till det lag som utsatts av regelbrottet. Domaren kan också välja att ge fördel av boll om det berörda laget har kvar bollen inom laget vilket betyder att spelet fortsätter utan avblåsning. Vid allvarligare förseelser kan domaren varna spelaren genom att visa ett gult kort för spelaren. Vid grova regelbrott kan domaren ge rött kort direkt, så kallad grov utvisning.
 Varning (Gult kort) utdöms då spelare vinner en fördel genom att spela bollen med händerna, vid vårdslös tackling, filmning, osportsligt uppträdande, medveten fördröjning av spelet, då spelaren vinner en taktisk fördel genom att bryta mot spelreglerna eller vid felaktig utrustning.
 Utvisning (Rött kort) utdöms då spelare otillåtet hindrar en spelare som har en klar målchans, eller vid våldsam eller obehärskad tackling. Vid rött kort ska spelaren omedelbart gå av spelplanen. Till skillnad mot fotboll får laget byta in den straffade spelaren mot en annan spelare efter två minuters utvisningstid.
Offsideregel finns inte i Futsal.

## VM i futsal
VM i Futsal arrangeras av fotbollsorganisationen Fifa, men flera organisationer har tidigare arrangerat VM i futsal. Sedan 2003 arrangerar både Fifa och AMF separata turneringar. FIFUSA-VM arrangerades från 1982 till 2000, varpå turneringen bytte namn till AMF-VM, år 2003.

### FIFA
| År   | Värdnation    | Final     | Final     | Final         | Match om tredjepris | Match om tredjepris | Match om tredjepris |
| År   | Värdnation    | Vinnare   | Resultat  | Tvåa          | Trea                | Resultat            | Fyra                |
| ---- | ------------- | --------- | --------- | ------------- | ------------------- | ------------------- | ------------------- |
| 1989 | Nederländerna | Brasilien | 2 – 1     | Nederländerna | USA                 | 3 – 2               | Belgien             |
| 1992 | Hongkong      | Brasilien | 4 – 1     | USA           | Spanien             | 9 – 6               | Iran                |
| 1996 | Spanien       | Brasilien | 6 – 4     | Spanien       | Ryssland            | 3 – 2               | Ukraina             |
| 2000 | Guatemala     | Spanien   | 4 – 3     | Brasilien     | Portugal            | 4 – 2               | Ryssland            |
| 2004 | Taiwan        | Spanien   | 2 – 1     | Italien       | Brasilien           | 7 – 4               | Argentina           |
| 2008 | Brasilien     | Brasilien | 2–2 (4–3) | Spanien       | Italien             | 2 – 1               | Ryssland            |
| 2012 | Thailand      | Brasilien | 3 – 2     | Spanien       | Italien             | 3 – 0               | Colombia            |
| 2016 | Colombia      | Argentina | 5 – 4     | Ryssland      | Iran                | 2 – 2 (4 – 3)       | Portugal            |

### FIFUSA
| År   | Värdnation | Final     | Final                   | Final     | Match om tredjepris | Match om tredjepris       | Match om tredjepris |
| År   | Värdnation | Vinnare   | Resultat                | Tvåa      | Trea                | Resultat                  | Fyra                |
| ---- | ---------- | --------- | ----------------------- | --------- | ------------------- | ------------------------- | ------------------- |
| 1982 | Brasilien  | Brasilien | 1 – 0                   | Paraguay  | Uruguay             | 0 – 0 (e.f.) (2 – 1 str.) | Colombia            |
| 1985 | Spanien    | Brasilien | 3 – 1                   | Spanien   | Paraguay            | 10 – 3                    | Argentina           |
| 1988 | Australien | Paraguay  | 2 – 1                   | Brasilien | Spanien             | 3 – 2                     | Portugal            |
| 1991 | Italien    | Portugal  | 1 – 1 (e.f.) (3–2 str.) | Paraguay  | Brasilien           | 3 – 2                     | Bolivia             |
| 1994 | Argentina  | Argentina | 2 – 1 (e.f.)            | Colombia  | Uruguay             | 1 – 0                     | Brasilien           |
| 1997 | Mexiko     | Venezuela | 4 – 0                   | Uruguay   | Brasilien           |                           | Ryssland            |
| 2000 | Bolivia    | Colombia  | 3 – 3 (e.f.) (3–1 str.) | Bolivia   | Argentina           | 6–6 (e.f.) (6–5 str.)     | Ryssland            |

### AMF
| År   | Värdnation | Final    | Final     | Final     | Match om tredjepris | Match om tredjepris | Match om tredjepris |
| År   | Värdnation | Vinnare  | Resultat  | Tvåa      | Trea                | Resultat            | Fyra                |
| ---- | ---------- | -------- | --------- | --------- | ------------------- | ------------------- | ------------------- |
| 2003 | Paraguay   | Paraguay | Gruppspel | Argentina | Colombia            | Gruppspel           | Peru                |
| 2007 | Argentina  | Paraguay | 1 – 0     | Argentina | Colombia            | 6 – 4               | Peru                |
| 2011 | Colombia   | Colombia | 8 – 2     | Paraguay  | Argentina           | 8 – 4               | Ryssland            |
| 2015 | Belarus    | Colombia | 4 – 0     | Paraguay  | Argentina           | 7 – 1               | Belgien             |
| 2019 | Argentina  |          | –         |           |                     | –                   |                     |

## Kontinentala mästerskap
| Kontinent                | Förbund  | Turnering                        |
| ------------------------ | -------- | -------------------------------- |
| Asien                    | AFC      | AFC-mästerskapet i futsal        |
| Afrika                   | Caf      | Afrikanska mästerskapet i futsal |
| Europa                   | Uefa     | Europamästerskapet i futsal      |
| Nord- och Centralamerika | Concacaf | CONCACAF-mästerskapet i futsal   |
| Sydamerika               | Conmebol | Copa América i futsal            |
| Oceanien                 | OFC      | OFC-mästerskapet i futsal        |